# Protonemura bipartita
Protonemura bipartita är en bäcksländeart som beskrevs av Giovanni Consiglio 1962. Protonemura bipartita ingår i släktet Protonemura och familjen kryssbäcksländor. Inga underarter finns listade i Catalogue of Life.